# Australian Open 2020 - Doppio femminile in carrozzina
Diede de Groot e Aniek van Koot erano le detentrici del titolo ma sono state sconfitte in finale da Yui Kamiji e Jordanne Whiley con il punteggio di 6-2, 6-4.

## Teste di serie
1. Diede de Groot /  Aniek van Koot (finale)

1. Marjolein Buis /  Kgothatso Montjane (semifinale)

## Tabellone

### Legenda
| - Q = Qualificato - WC = Wild card - LL = Lucky loser | - ALT = Alternate - SE = Special Exempt - PR = Protected Ranking | - w/o = Walkover - r = Ritirato - d = Squalificato |

|  | Semifinali | Semifinali                           | Semifinali                           | Semifinali | Semifinali |  |  | Finale | Finale                        | Finale                        | Finale | Finale |  |
|  |            |                                      |                                      |            |            |  |  |        |                               |                               |        |        |  |
|  | 1          | Diede de Groot Aniek van Koot        | Diede de Groot Aniek van Koot        | 6          | 6          |  |  |        |                               |                               |        |        |  |
|  |            | Marjolein Buis Zhu Zhenzhen          | Marjolein Buis Zhu Zhenzhen          | 3          | 3          |  |  | 1      | Diede de Groot Aniek van Koot | Diede de Groot Aniek van Koot | 2      | 4      |  |
|  |            | Yui Kamiji Jordanne Whiley           | Yui Kamiji Jordanne Whiley           | 6          | 6          |  |  |        | Yui Kamiji Jordanne Whiley    | Yui Kamiji Jordanne Whiley    | 6      | 6      |  |
|  | 2          | Sabine Ellerbrock Kgothatso Montjane | Sabine Ellerbrock Kgothatso Montjane | 1          | 4          |  |  |        |                               |                               |        |        |  |